# 20 mm/70 Scotti Mod. 1939/1941

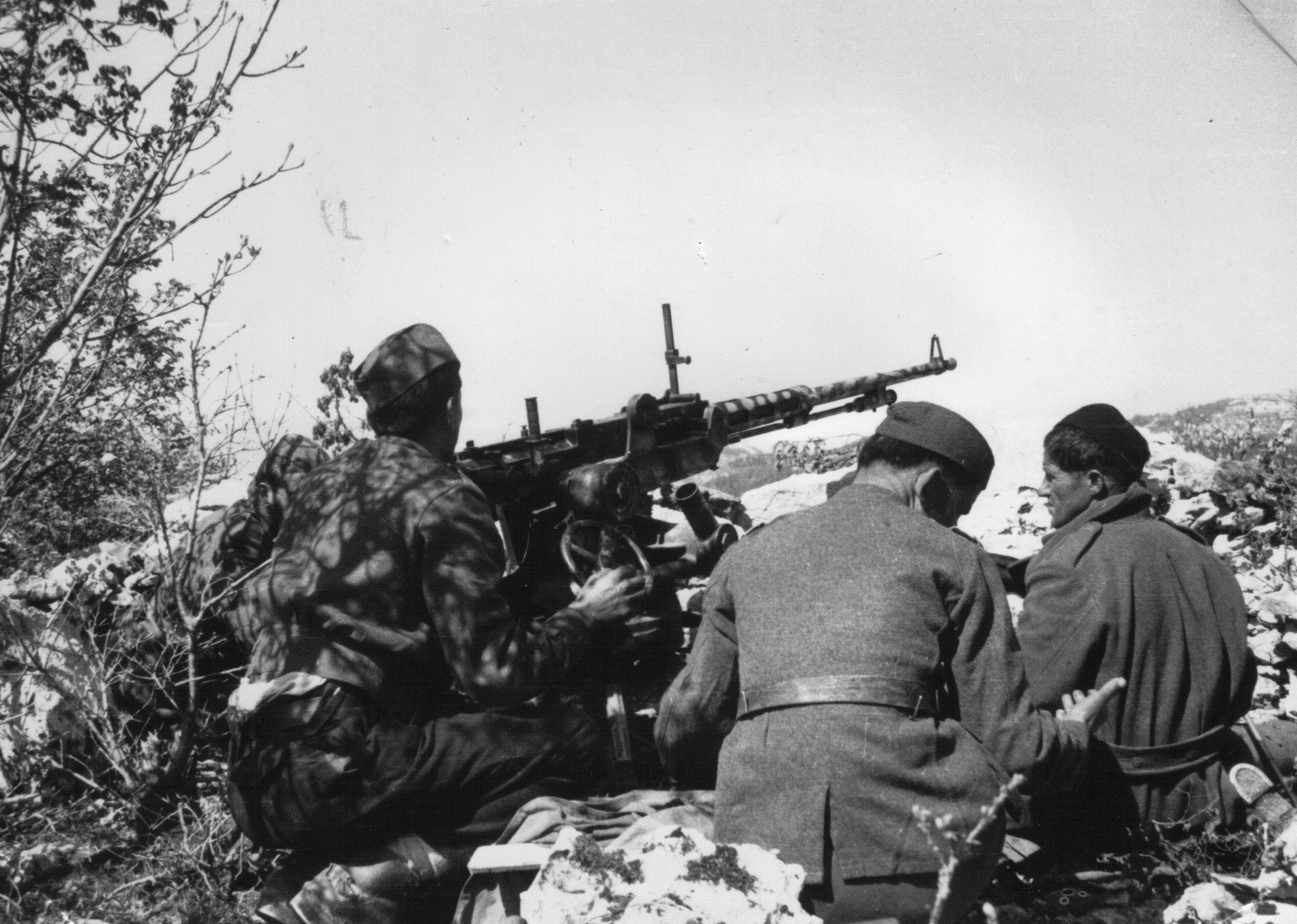
захваченное югославскими партизанами

20 mm/70 Scotti Mod. 1939/1941 — 20-миллиметровое корабельное автоматическое зенитное артиллерийское орудие, разработанное в Италии силами компании Scotti. Было заказано флотом ввиду недостаточности поставок стандартного флотского орудия 20 mm/65 Breda Mod. 1935/1939/1940. По своим характеристикам незначительно отличалось от орудия Breda, использовало те же боеприпасы 20×138 мм B и одинаковые с аналогом установки. Известны модели  Scotti-Isotta Fraschini Mod. 1939 и Scotti-OM Mod. 1941. Предназначалось в основном для Королевских ВМС Италии. Устанавливалось на многих типах итальянских военных кораблей, являясь средством ближней ПВО флота во Второй мировой войне, но заметно уступало по распространённости 20-мм пушке компании Breda.